# Улица Ученых «Мирэ»
Улица Ученых «Мирэ» (Улица Ученых будущего) — улица в недавно развившимся районе в Пхеньяне, где размещаются научные учреждения Технологического университета имени Ким Чака и их сотрудники. Улица имеет шесть переулков, расположена между Пхеньянским железнодорожным вокзалом и рекой Тэдонг, окружена многоэтажными жилыми домами. Район был официально открыт 3 ноября 2015 года.
Самое высокое здание этой улицы — 53-этажная голубая башня Мирэ Уна. Улица предназначена для того, чтобы подчеркнуть сосредоточенность политики режима Ким Чен Ына на науке и технологиях, построенных вокруг разработки ядерного оружия.
Улица Ученых «Мирэ» было первым местом, где была установлена общественная сеть Wi-Fi в районе, в котором она находится.